# Saraband (film, 2003)
Saraband är en svensk TV-film från 2003 av Ingmar Bergman. Den är en fristående fortsättning på Bergmans tidigare TV-serie Scener ur ett äktenskap (1973).

## Handling
Marianne träffar sin förre man Johan efter trettio år, och dras in i kampen mellan Johan och hans son Henrik om Henriks dotter Karin. En vacker höstdag beslutar sig Marianne för att besöka Johans gamla sommarhus i Dalarna, och överraskande väcka honom med en kyss. På gården bor Henrik och hans musicerande dotter Karin. De sörjer Anna, Henriks fru, som dog för två år sen och vars ande svävar över dem. Marianne inser snart att saker och ting inte är som de borde och dras in i en komplicerad och svårhanterlig maktkamp.

## Rollista
- Liv Ullmann som Marianne
- Erland Josephson som Johan
- Börje Ahlstedt som Henrik, Johans son
- Julia Dufvenius som Karin, Henriks dotter
- Gunnel Fred som Martha

## Tillkomst
Filmen producerades av Sveriges Television AB i samarbete med Danmarks Radio, Norsk Rikskringkasting, Radiotelevisione Italiana, Yle TV1, Zweites Deutsches Fernsehen, Österreichischer Rundfunk, ZDF Enterprises GmbH och Network Movie Film- und Fernsehproduktion.

## Visningar
Filmen visades första gången den 1 december 2003 på SVT1.

## Musik i filmen
- Svit, violoncell, BWV 1011, nr 5, c-moll. Sats 4 (Sarabande), musik Johann Sebastian Bach
- Triosonat, orgel, BWV 525, nr 1, Ess-dur. Sats 1 (Allegro), musik Johann Sebastian Bach
- Symfoni, nr 9, WAB 109, d-moll. Sats 2 (Scherzo), musik Anton Bruckner
- Koralpreludium, BWV 1117, "Alle Menschen müssen sterben", musik Johann Sebastian Bach
- Stråkkvartett nr 1c-moll op. 51:1 , musik Johannes Brahms

## Utmärkelse
- 2005 - Argentinska filmkritikers pris - Specialkondor, Ingmar Bergman